# Geeshie Wiley
Geeshie Wiley (hier und da auch Geechie Wiley genannt) war eine obskure afroamerikanische Blues-Sängerin und Gitarristin. Sie hat in den frühen 1930er Jahren drei 78 rpm Schallplatten aufgenommen, zwei davon mit ihrer ebenso obskuren Partnerin Elvie Thomas.
Über beide ist außer ihren Plattenaufnahmen kaum etwas überliefert. Der Spitzname „Geechie“ oder „Geechee“, der vor allem in den Küstenstaaten South Carolina und Georgia gebräuchlich ist, lässt jedoch vermuten, dass sie in einem dieser Staaten zu Hause waren. In den 1920er Jahren soll Wiley bei einer Medizinshow in Jackson, Mississippi aufgetreten sein.
Wiley nahm die Songs Last Kind Word Blues und Skinny Leg Blues im März 1930 in Grafton, Wisconsin, für Paramount auf; dabei wurde sie von Elvie Thomas an der zweiten Gitarre begleitet. (Thomas nahm bei dieser Session ebenfalls zwei Songs auf, nämlich Motherless Child Blues und Over to My House; gut möglich, aber unbestätigt ist, dass Geeshie Wiley hierzu die zweite Gitarre und den Harmoniegesang beisteuerte.) Im Jahre 1931 reisten Wiley und Thomas noch einmal nach Grafton und nahmen bei der Gelegenheit zwei weitere Songs gemeinsam auf: Pick Poor Robin Clean und Eagles on a Half.
Über Geeshie Wileys späteres Leben, ihre weitere Karriere (und ihren tatsächlichen Vornamen) ist bis heute keinerlei Information auffindbar. Die aus dem üblichen Rahmen fallende besondere Qualität ihrer Songs (vor allem Last Kind Words mit seiner auf merkwürdige Art zwischen Dur und Moll wechselnden Stimmung) bewirkt jedoch, dass diese bis in jüngste Zeit immer wieder auf Schallplatten-Kompilationen wiederveröffentlicht werden (u. a. auf dem Soundtrack zu Terry Zwigoffs 1994er Film Crumb über den Comic-Illustrator Robert Crumb). Don Kent sagte über sie „Sie scheint den Augenblick zu verkörpern, als schwarze Profanmusik sich zum Blues verschmolzen hat.“.
David Johansen and the Harry Smiths haben 2002 auf dem Album Shaker den Song Last Kind Words gecovert.

## Diskographie
- Geeshie Wiley: Last Kind Words / Skinny Leg Blues (Paramount Records 12951 – März 1930)
- Geeshie Wiley & Elvie Thomas: Pick Poor Robin Clean / Eagles On a Half (Paramount Records 13074 – März 1931)

Mögliche Beteiligung:
- Elvie Thomas: Motherless Child Blues / Over to My House (Paramount Records 12977 – März 1930)